# Euphorbia flanaganii
Euphorbia flanaganii är en törelväxtart som beskrevs av Nicholas Edward Brown. Euphorbia flanaganii ingår i släktet törlar, och familjen törelväxter. Inga underarter finns listade i Catalogue of Life.

## Bildgalleri

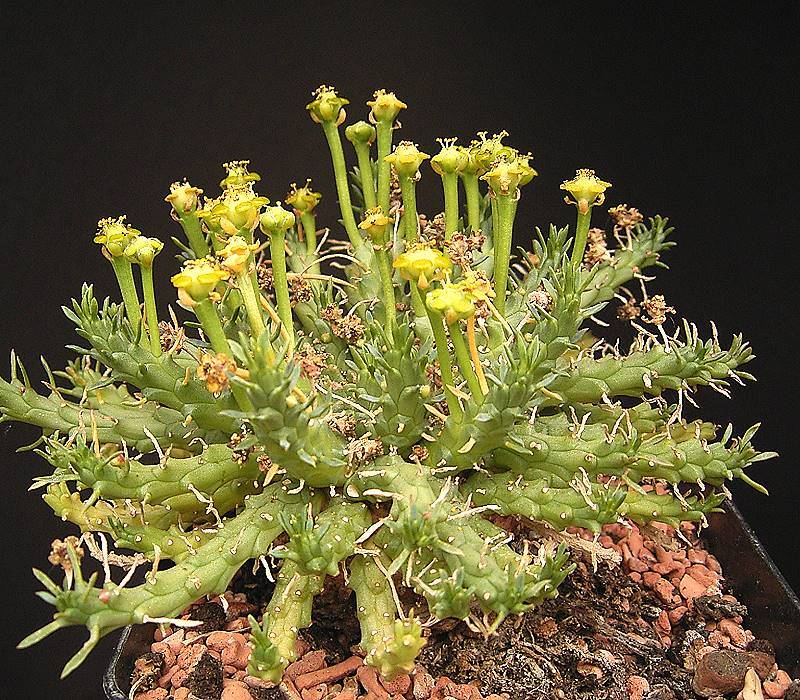
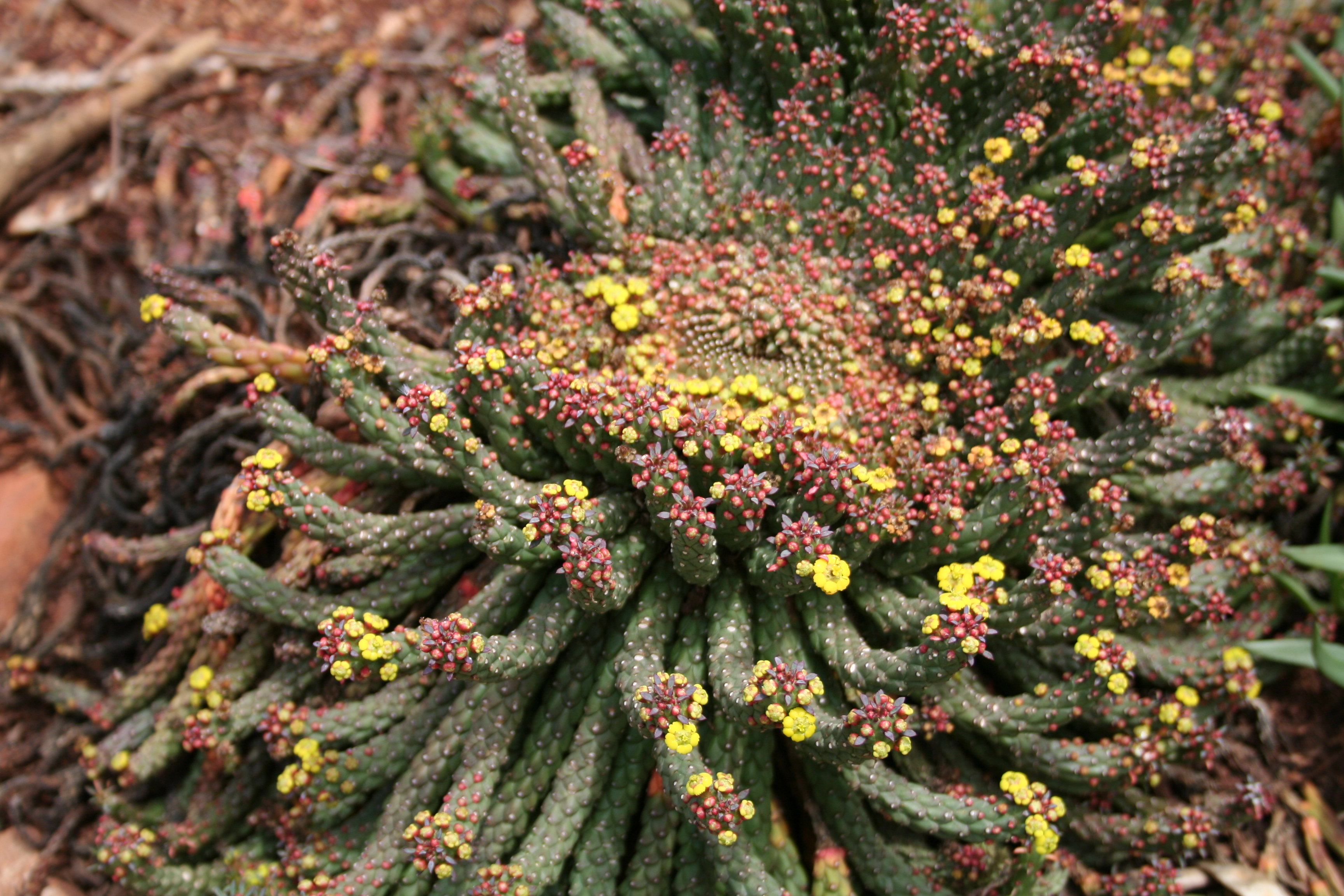
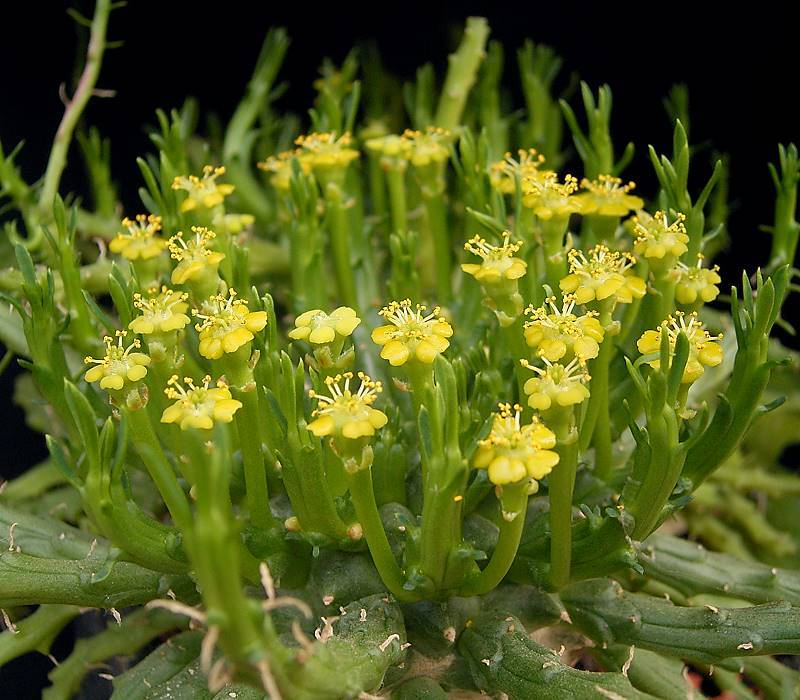
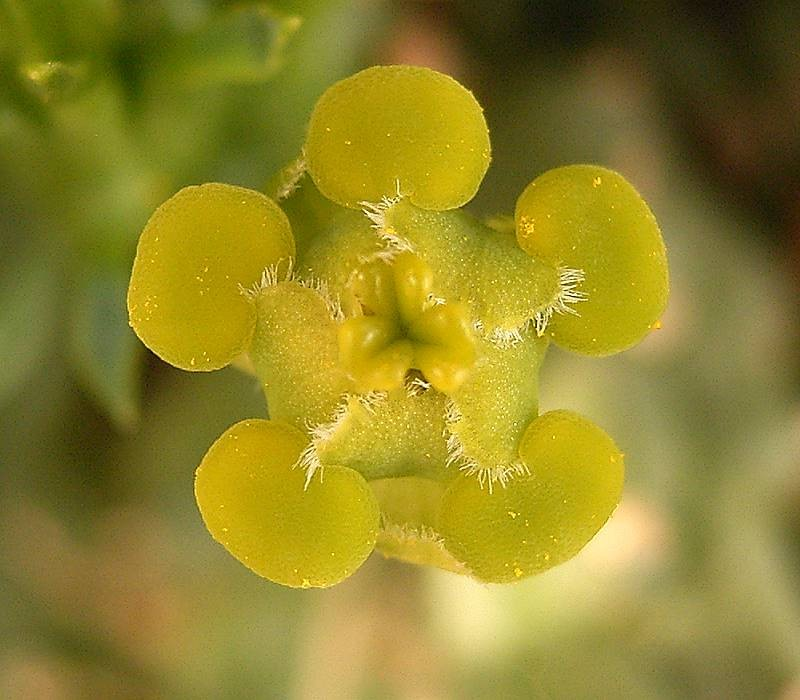
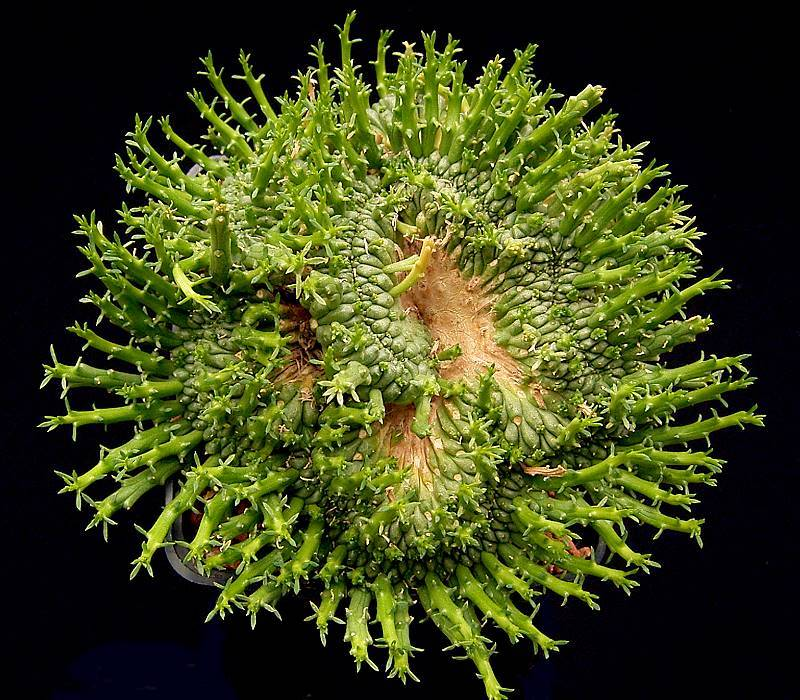
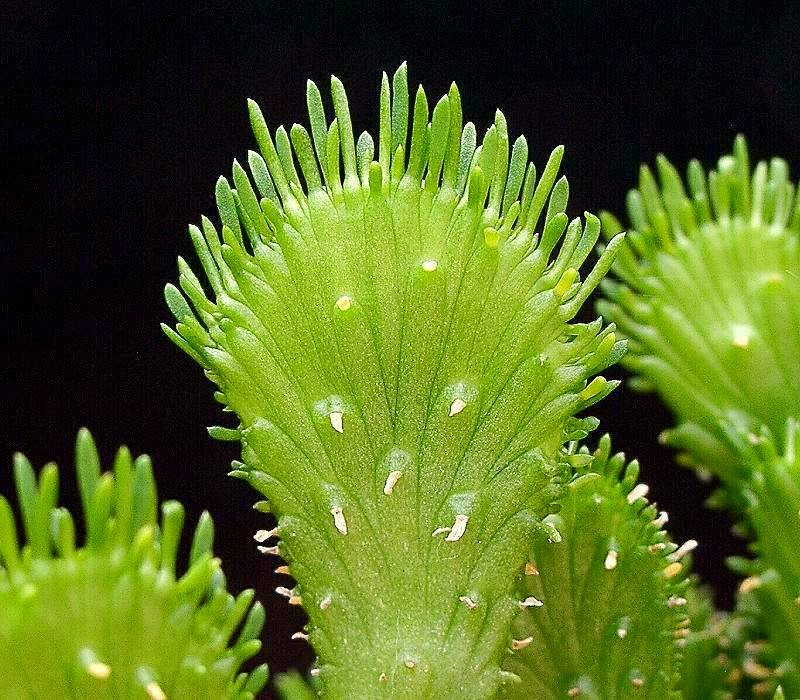